# Jaime Perez
Jaime Perez (Macapá),  é um político brasileiro, filiado ao PRD. Nas eleições de 2022, foi eleito deputado estadual pelo AP.